# El rito (canción)
«El rito» es una canción balada compuesta por Gustavo Cerati e interpretada por la banda de rock argentino Soda Stereo. La canción fue incluida en el tercer álbum de estudio Signos, de 1986.

## Estilo
La canción es una balada rock. Comienza con un sonido místico -con "sonidos" de ritual-, y con una ambientación que rápidamente se mete de lleno en el tema, seguida del clásico riff de guitarra de Gustavo Cerati como introducción a la letra, de temática amorosa.
Una particularidad es que la canción presenta el sonido de un órgano Hammond de los '70 en lugar de un sonido contemporáneo de un sintetizador de los '80. Esto le da a la canción un aire clásico, y en cierto modo deja vislumbrar la pasión de los miembros de la banda por el rock de los '70, que se revelaría con todas fuerzas años después en el lanzamiento de Canción animal.
En las presentaciones en vivo Cerati solía presentar la canción con la frase "bienvenidos al rito".

## Historial en vivo
Fue interpretada desde su lanzamiento, desde la Gira Signos en diciembre de 1986 hasta la Gira Animal (1990-1992) (en la primera parte de la gira no fue interpretada, pero en la segunda sólo en los 14 recitales en el Teatro Gran Rex). Se ausentó en las giras de presentación de Dynamo, Sueño Stereo y Comfort y música para volar. Se la rescató en la gira de despedida de Soda en 1997, luego fue interpretada por Gustavo Cerati como solista en la giras Bocanada (1999-2000), 11 Episodios Sinfónicos (2001-2002) y Siempre es Hoy (2002-2004), y en la Gira Me Verás Volver en 2007 en algunos espectáculos.[cita requerida]

## Versiones
Gustavo Cerati volvió a interpretar «El rito» en su etapa solista, incluyéndola como la tercera canción en su álbum en vivo 11 episodios sinfónicos (2001), el cual fue realizado junto a una orquesta sinfónica en vivo, en el Teatro Avenida de Buenos Aires. Además, la canción volvió a ser grabada por Soda Stereo, primero en el disco en vivo El último concierto (1997), y por última vez en la gira Me Veras Volver, que fue editada para el DVD Soda Stereo: Gira Me Verás Volver del año 2007, con una versión un tanto más rockera.